# Fallon County
Fallon County is een county in de Amerikaanse staat Montana.
De county heeft een landoppervlakte van 4.197 km² en telt 2.837 inwoners (volkstelling 2000). De hoofdplaats is Baker.

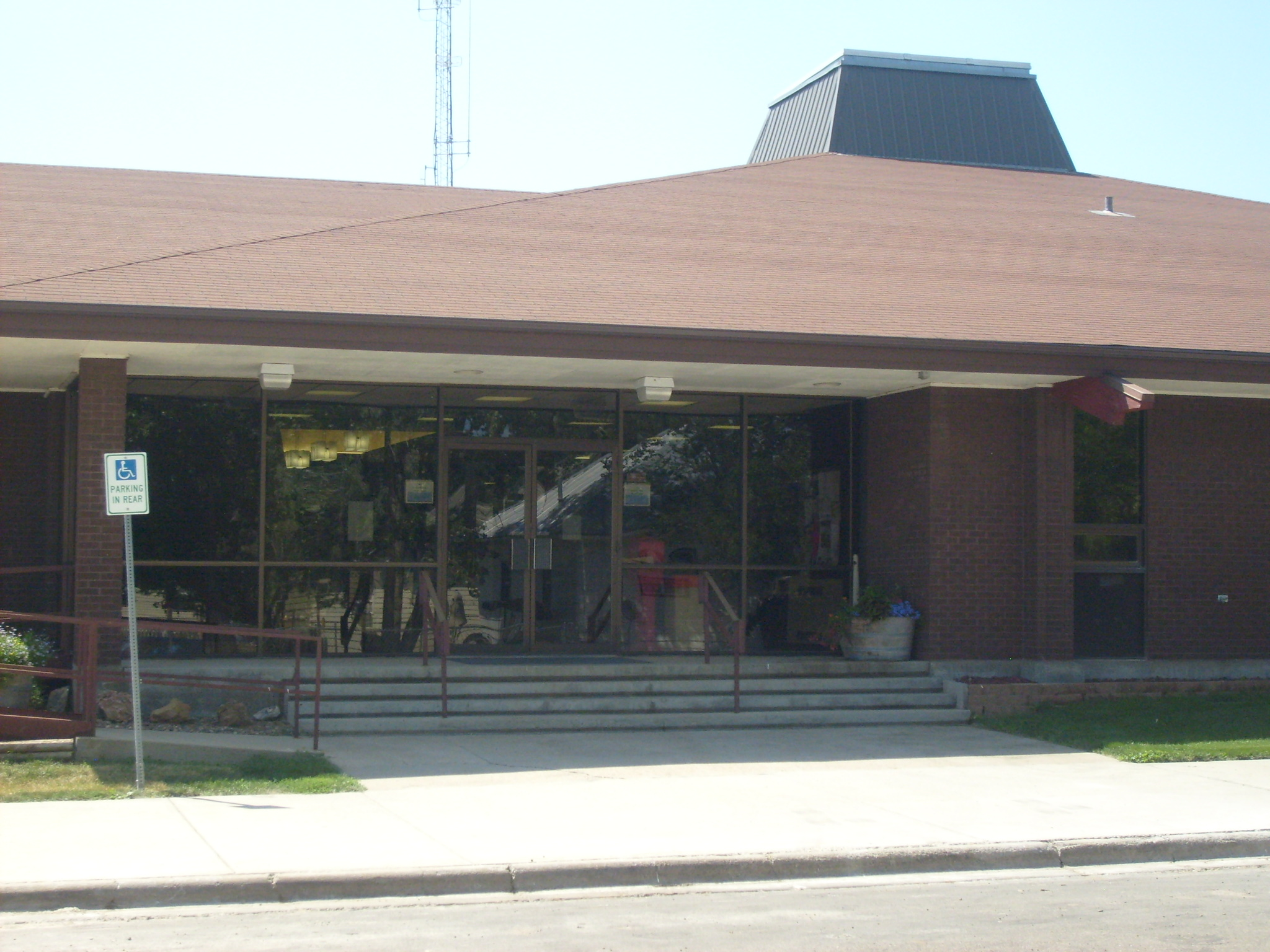
Fallon County Courthouse